# Cyathea solomonensis
Cyathea solomonensis är en ormbunkeart som beskrevs av Holtt. Cyathea solomonensis ingår i släktet Cyathea och familjen Cyatheaceae. Inga underarter finns listade.